# Michel Miyazawa
Michel Miyazawa (宮澤 ミッシェル Miyazawa Michel?), född 14 juli 1963 i Chiba prefektur, är en japansk tidigare fotbollsspelare.
Miyazawa började sin karriär 1986 i Fujita Industries. 1992 flyttade han till JEF United Ichihara. Han avslutade karriären 1995.